# Sergio Vitier
Sergio Leovaldo Vitier García-Marruz (* 18. Januar 1948 in Havanna; † 1. Mai 2016 ebenda) war ein kubanischer Komponist und Gitarrist. Sein Werk umfasst klassische und experimentelle Kompositionen sowie zahlreiche Soundtracks, die in der kubanischen Film- und Fernsehlandschaft breite Anerkennung fanden.

## Leben

### Frühes Leben und Ausbildung
Der in Havanna geborene Sergio Vitier war der Sohn der Dichter Fina GarcíáMarruz und Cintio Vitier und der ältere Bruder des Komponisten, Dirigenten und Pianisten José María Vitier. Er studierte am Konservatorium und der Höheren Schule für Musik in Havanna bei Lehrern wie bei Lehrern wie Leo Brouwer, José Loyola und Roberto Valera.

### Karriere und Engagement im ICAIC
Vitier trat der „Gruppe für experimentelle Musik“ am kubanischen Filminstitut (ICAIC) unter der Leitung von Leo Brouwer bei. Die Grupper zu der die prominentesten Vertreter der Nueva Trova angehörten, bot ihm Möglichkeiten, kubanische Musikelemente mit klassischen und modernen Einflüssen.

### Leitung der Gruppe Oru
Von 1968 bis 1986 leitete Vitier mit Rogelio Furé die Gruppe Oru, die Klassik, Jazz und afrokubanischer Musik fusionierte. Die Gruppe war Teil einer Bewegung, die traditionelle kubanische Musik neu interpretierte und zahlreiche Musiker beeinflusste. Danach wirkte er als Gitarrist im „Kubanischen Orchester für Moderne Musik“, als Konzertsolist und Lehrer an der „Schule für Moderne Musik“.

### Tod und Vermächtnis
Sergio Vitier verstarb am 1. Mai 2016 im Alter von 68 Jahren an den Folgen eines Schlaganfalls. Sein Werk gilt als bedeutender Beitrag zur kubanischen Musikgeschichte.

## Werke
Vitier komponierte Musik für kubanische Filme wie De cierta manera, Capablanca, El brigadista und Caravana und integrierte dabei kubanische Rhythmen und Instrumente. In der TV-Serie En silencio ha tenido que ser, die er mit seinem Bruder José María komponierte, fand seine Musik weite Verbreitung.
Neben experimentellen Stücken komponierte er zahlreiche Gitarrenlieder.

### Kammer- und elektroakustische Musik
- Raíces für Tonband
- Danzanría für Tonband
- Nacimient-vida für Tonband
- Höhen und Horizonte für Gitarre, Schlagzeug, präpariertes Klavier, Orgel und Tonband
- Stück für Gitarre, Tenor und Tonband
- Divinas palabras für Orgel, Cembalo, Gitarre, Flöte, Klarinette, Posaune, Xylophon, Schlagzeug und Chor
- Destiempos für Klavier
- Zona con algo de son für Flöte
- Pequeña sesión de ritmo für Schlagzeug

### Für Orchester
- Desprendimiento

### Filmmusiken
- Girón
- El programa de Moncada
- De cierta manera
- La tierra y el cielo

## Auszeichnungen
2014 erhielt Vitier den Nationalen Musikpreis Kubas für seine Verdienste um die kubanische Musik.